# Orhan
Orhan  è un nome proprio di persona turco maschile.

## Varianti
- Maschili: Orkan[4]

## Origine e diffusione

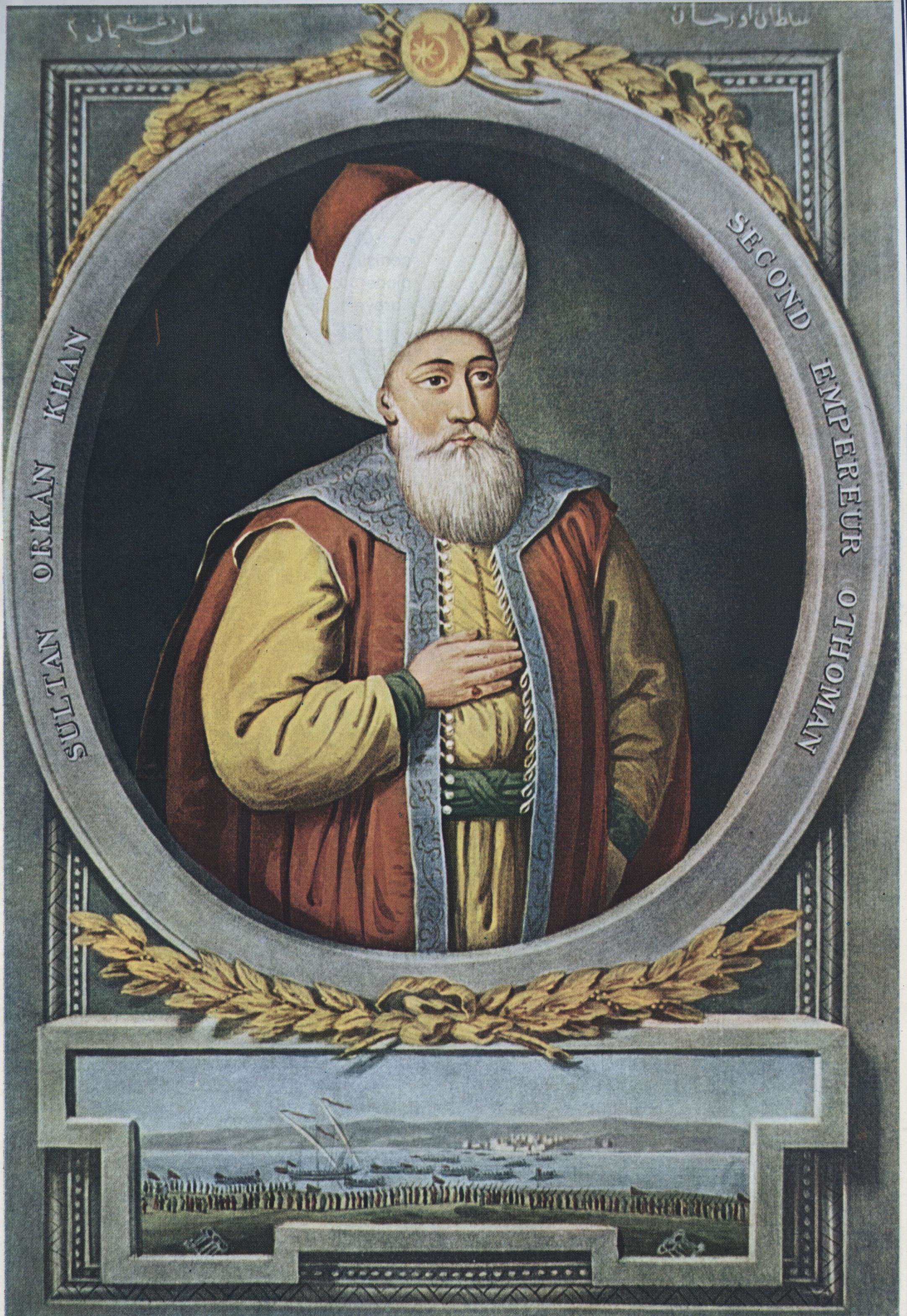
Orhan I

È composto dai termini turchi or, che significa "grande", e khan, che significa "condottiero".
Riprende il nome di Orhan I, condottiero dell'impero ottomano nel XIV secolo.

## Onomastico
Il nome è adespota, non essendo portato da alcun santo. L'onomastico si può festeggiare il 1º novembre, giorno in cui cade la festa di Ognissanti.

## Persone
- Orhan I, sultano ottomano
- Orhan Ademi, calciatore svizzero
- Orhan Ak, calciatore turco
- Orhan Çıkırıkçı, calciatore turco
- Orhan Kaynak, calciatore turco
- Orhan Kemal, scrittore turco

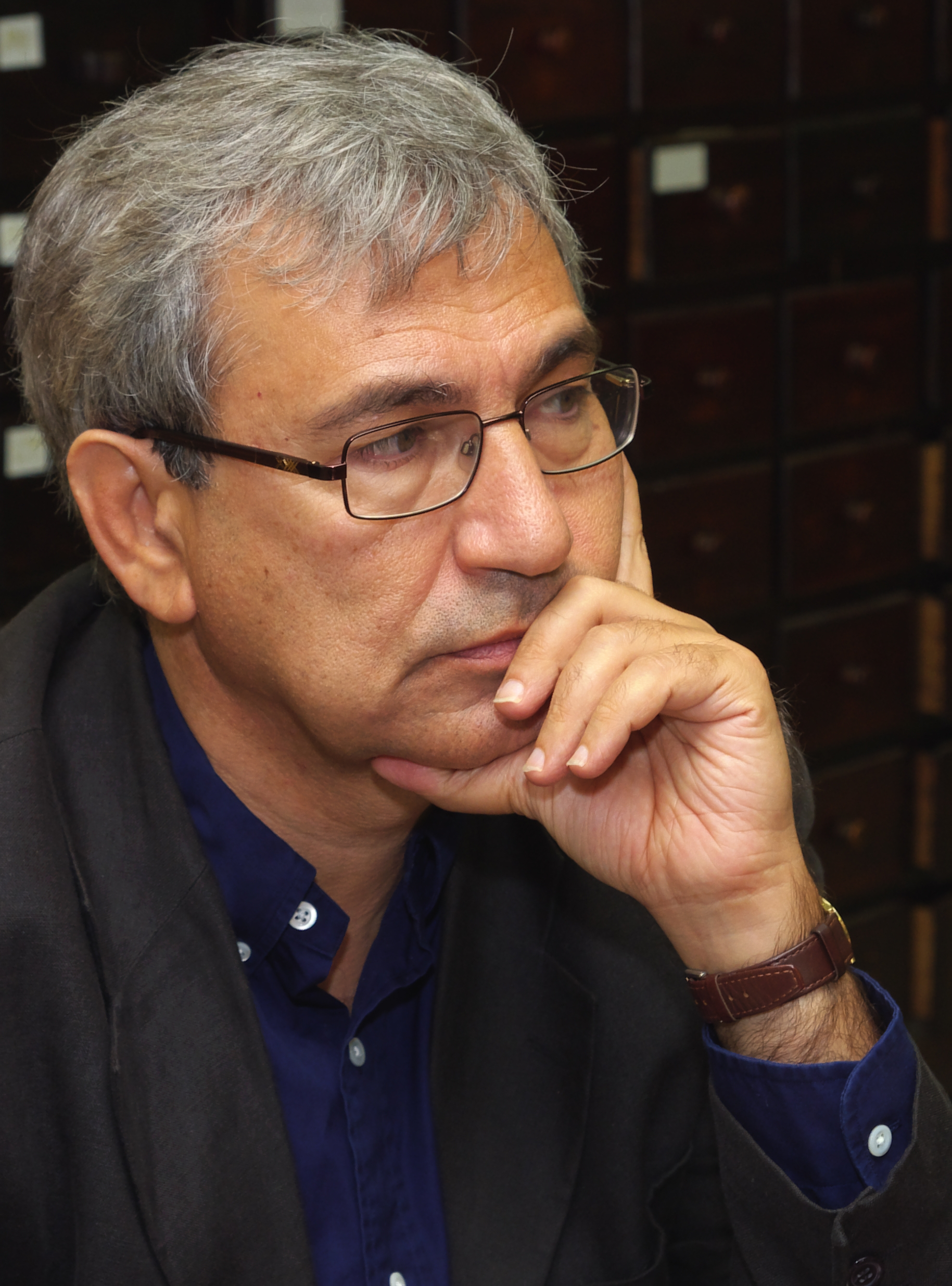
Orhan Pamuk

- Orhan Pamuk, scrittore, accademico e saggista turco
- Orhan Şam, calciatore turco
- Orhan Terzi, alias DJ Quicksilver, disc jockey turco

## Il nome delle arti
- Orhan è un cortometraggio turco del 2015[5].